# Buick GL8
Buick GL8 — минивэн c 2000 года выпускаемый компанией Shanghai GM, совместным предприятием китайского автопроизводителя SAIC Motor и американского автопроизводителя General Motors.
Продаётся только в Китае, на 2022 год выпускаемый одновременно в трёх поколениях, лидер сегмента минивэнов местного рынка: за девять месяцев 2022 года продано 70 247 единиц (за аналогичный период результат GAC GN8 — 40 380 единиц, а Honda Odyssey — 30 815 единиц).
Актуальный модельный ряд на 2023 год:

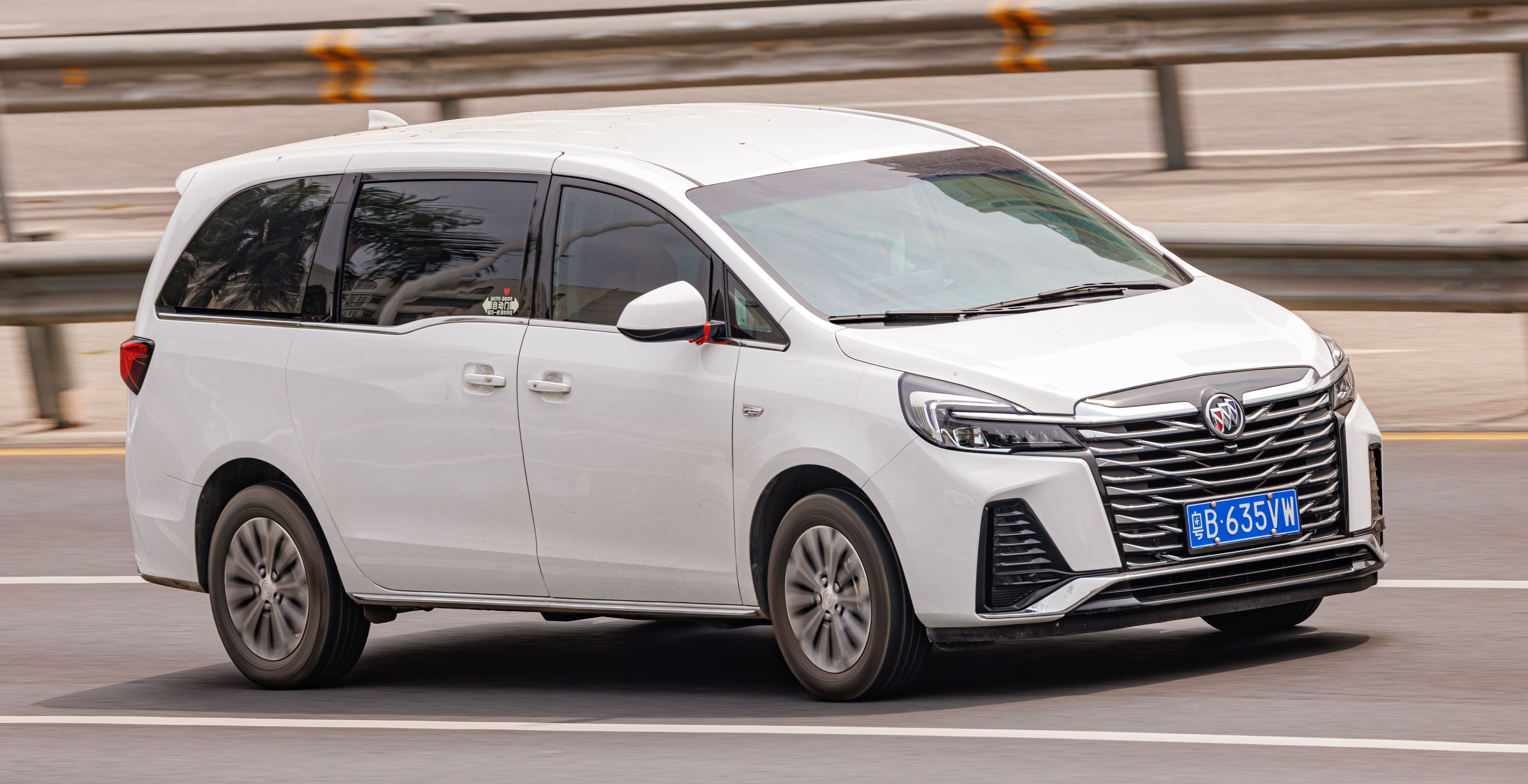
GL8 Land Business Edition, второе поколение, выпускается с 2010 года, рестайлинг 2022 года
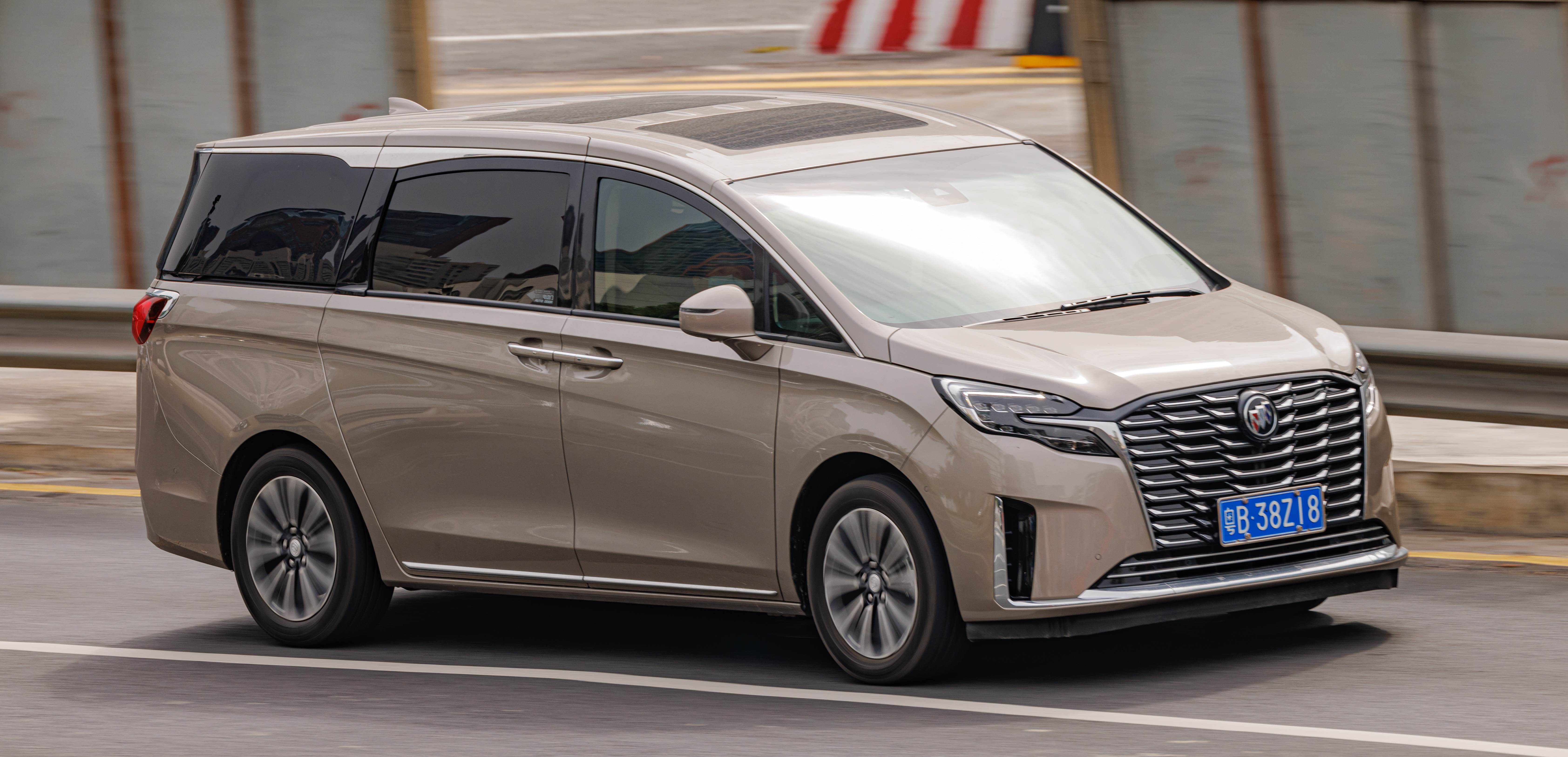
GL8 ES, третье поколение, выпускается с 2017 года, рестайлинг 2022 года
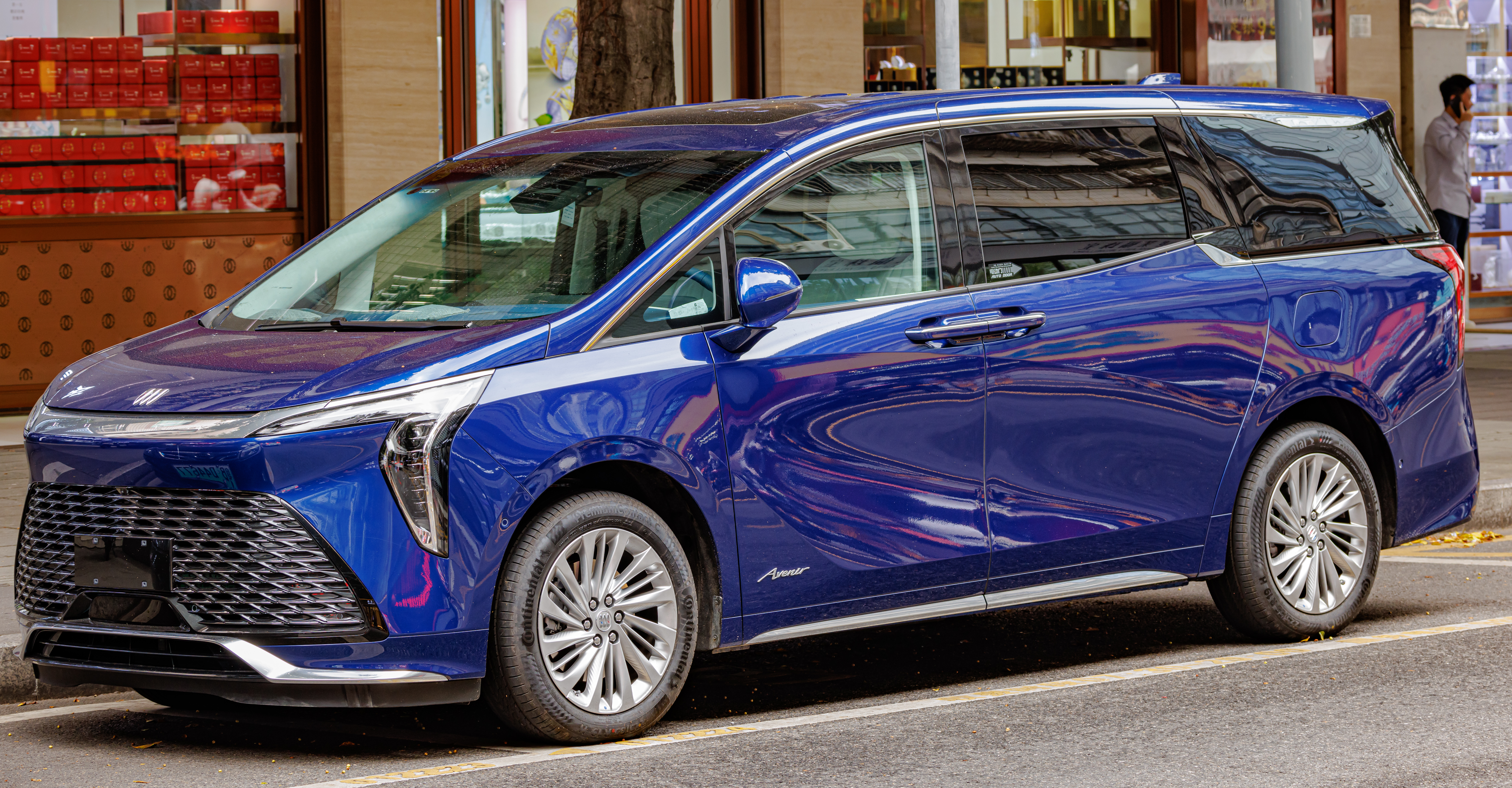
GL8 Century, четвёртое поколение, выпускается с 2022 года

## Первое поколение: 2000—2016

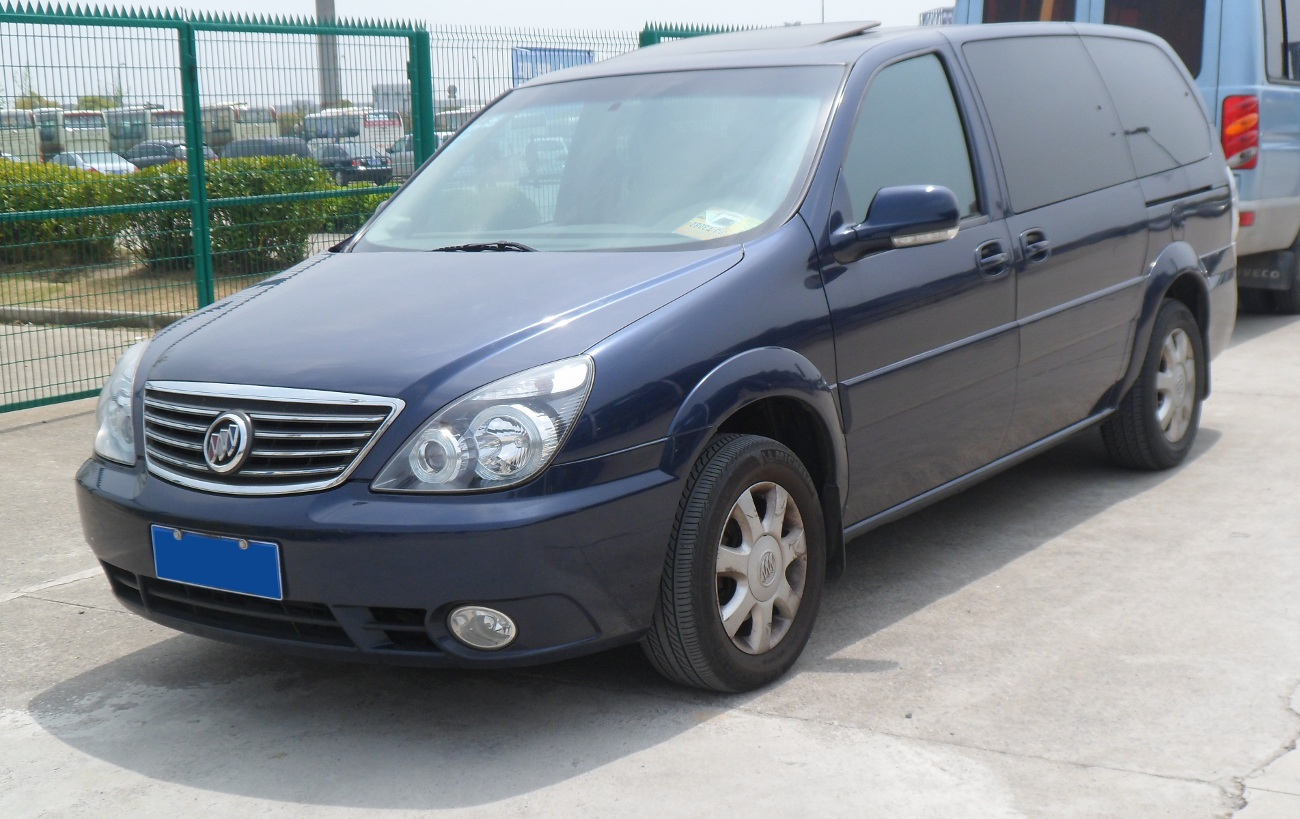
2005-2016
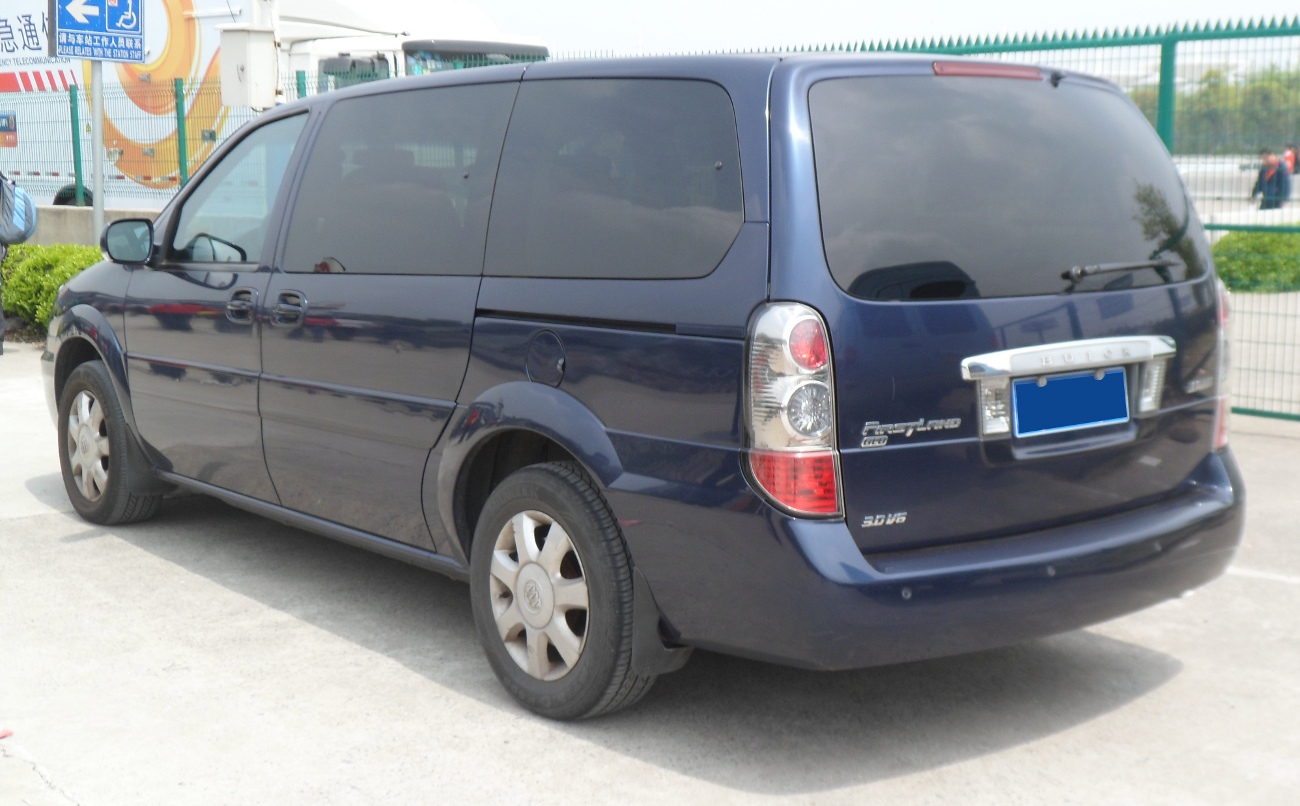
2005-2016

Первое поколение Buick GL8 было построено на платформе U-body от General Motors и являлось одной из разновидностей минивэнов созданных компанией для США и Европы — выпускаемых с 1997 года моделей Chevrolet Venture, Oldsmobile Silhouette, Pontiac Montana и Opel Sintra.
Линейка двигателей также была от General Motors — на выбор три лицензированных бензиновых мотора: четырёхцилиндровый рядный объёмом 2.4 литра, V6 объёмом 2.5 литра или V6 объёмом 3.0 литра.
Модель вышла на рынок в 2000 году, предлагалась в пяти уровнях комплектации: LT, CT1, CT2, CT3 и GT.
Цены варьировались от 218 000 до 318 000 юаней (от 31 920 до 46 570 долларов США).
В 2005 году модель прошла небольшой рестайлинг, получив переработанную переднюю часть и новые прозрачные задние фонари.
Несмотря на выход в 2010 году второго поколения под названием «First Land» или «Business Edition» выпускалось до 2016 года, когда вышло третье поколение.

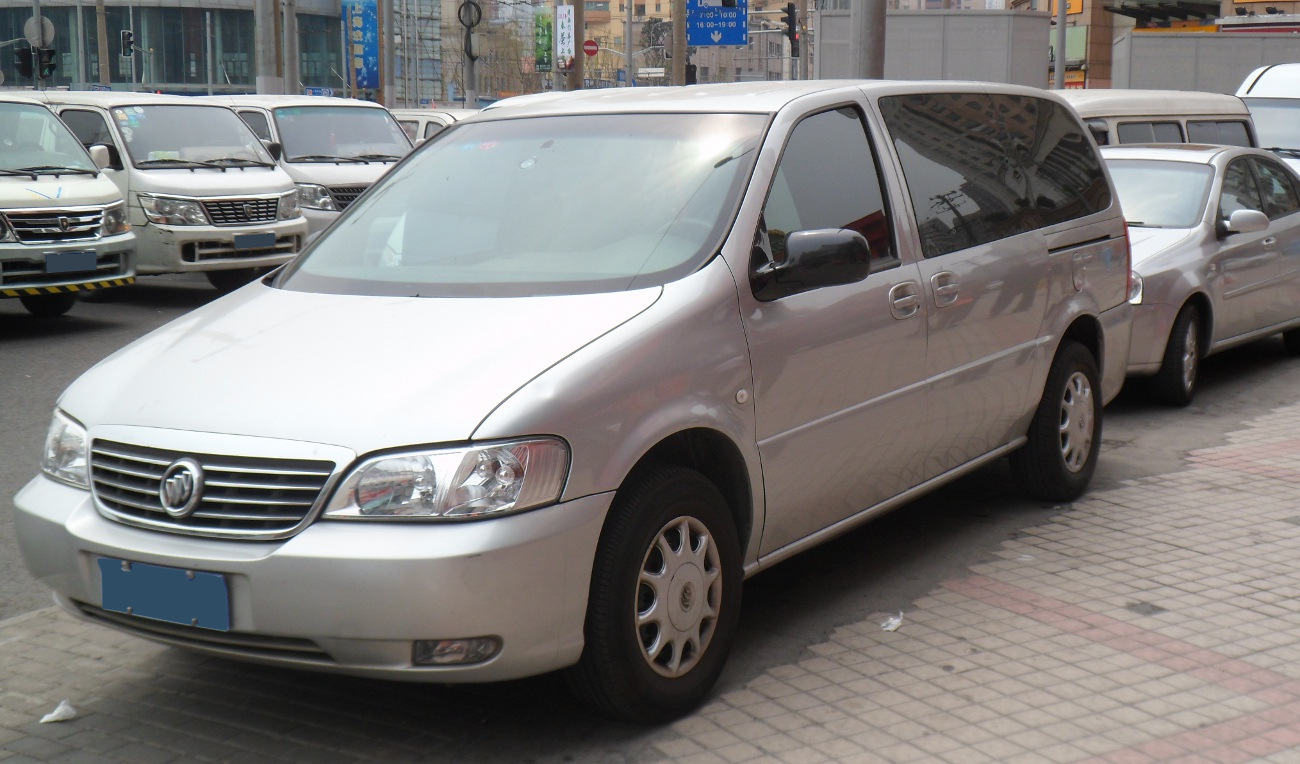
2000-2005
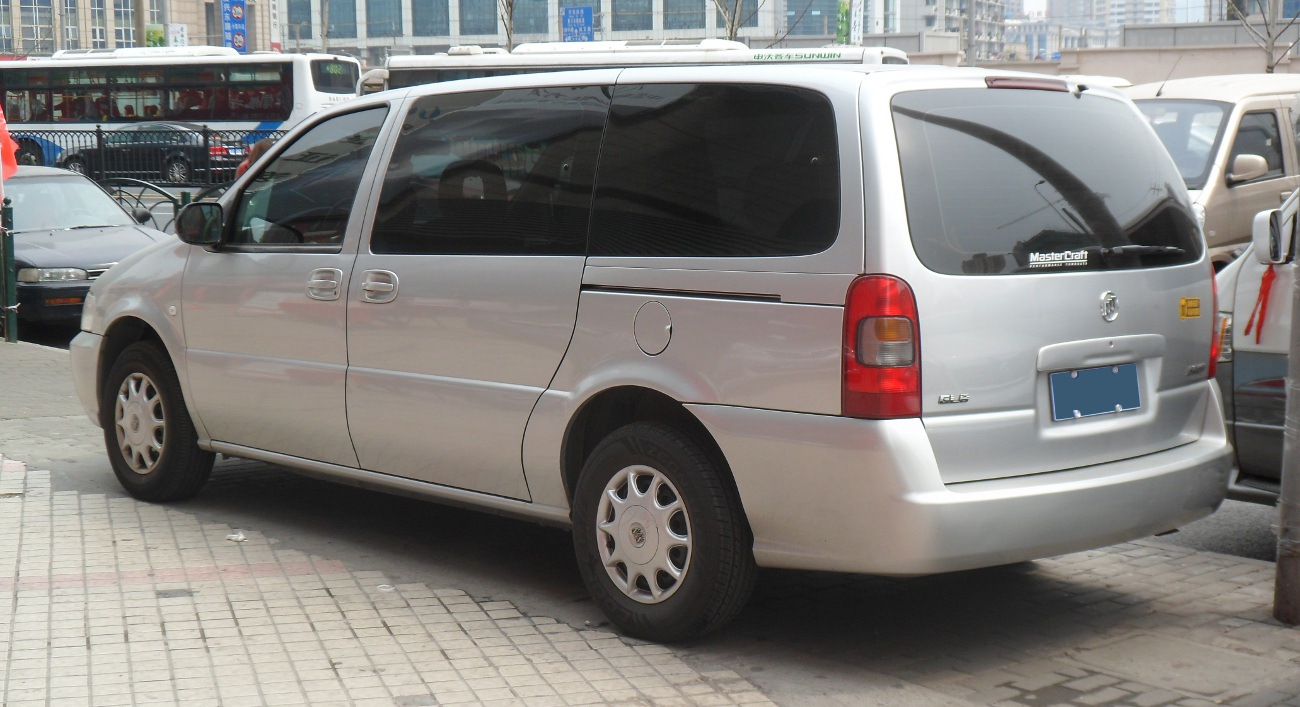
2000-2005

- 2005-2016
- 2005-2016

## Второе поколение: 2010 — н.в.

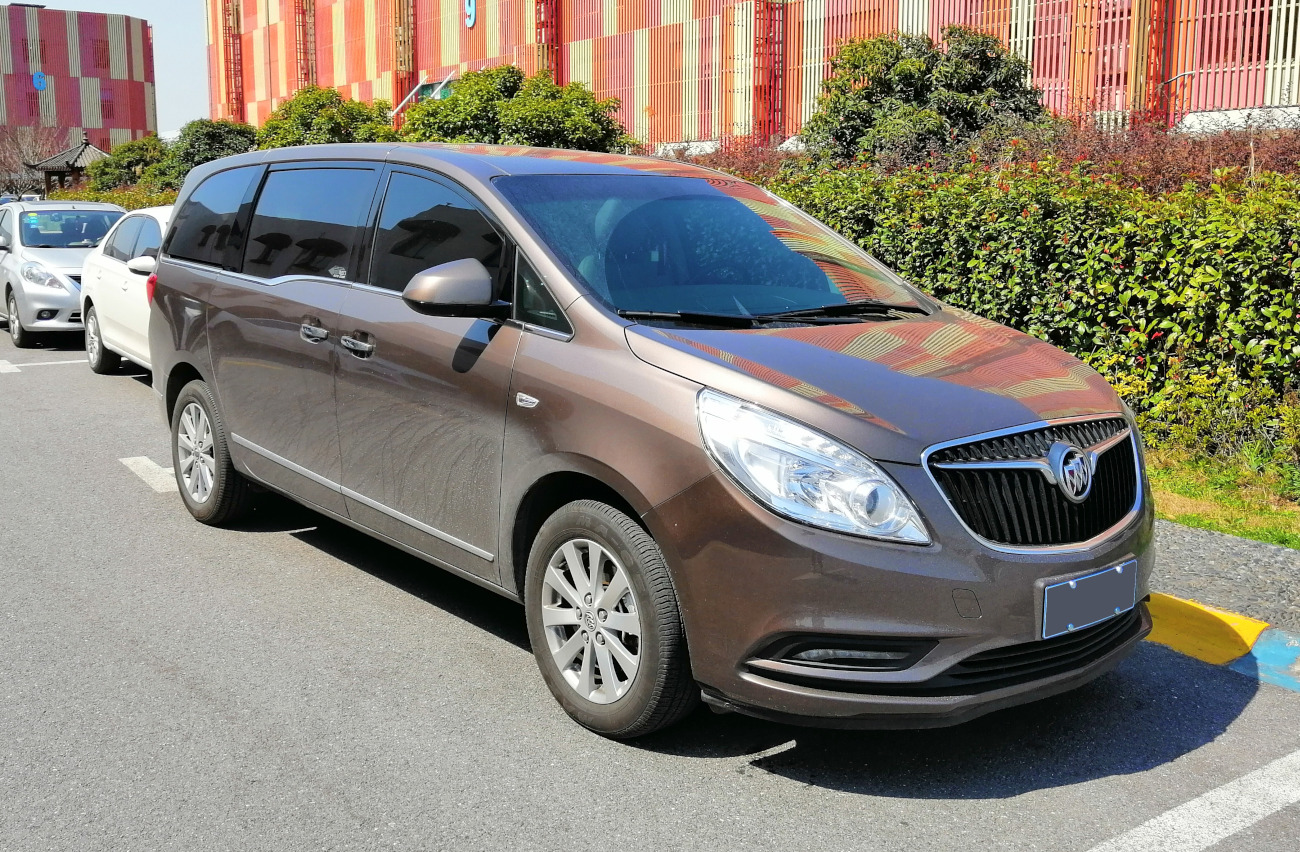
2017–2019
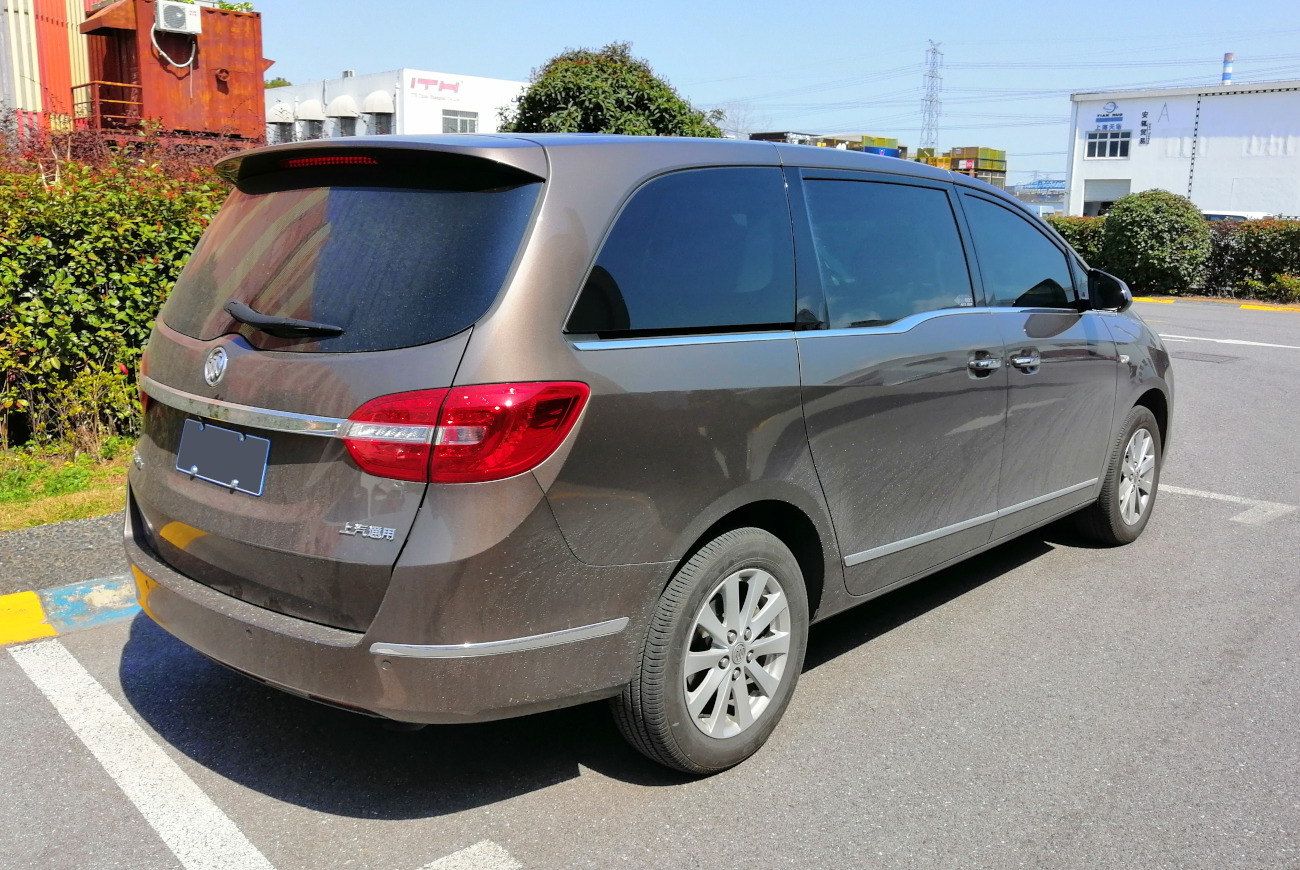
2017–2019

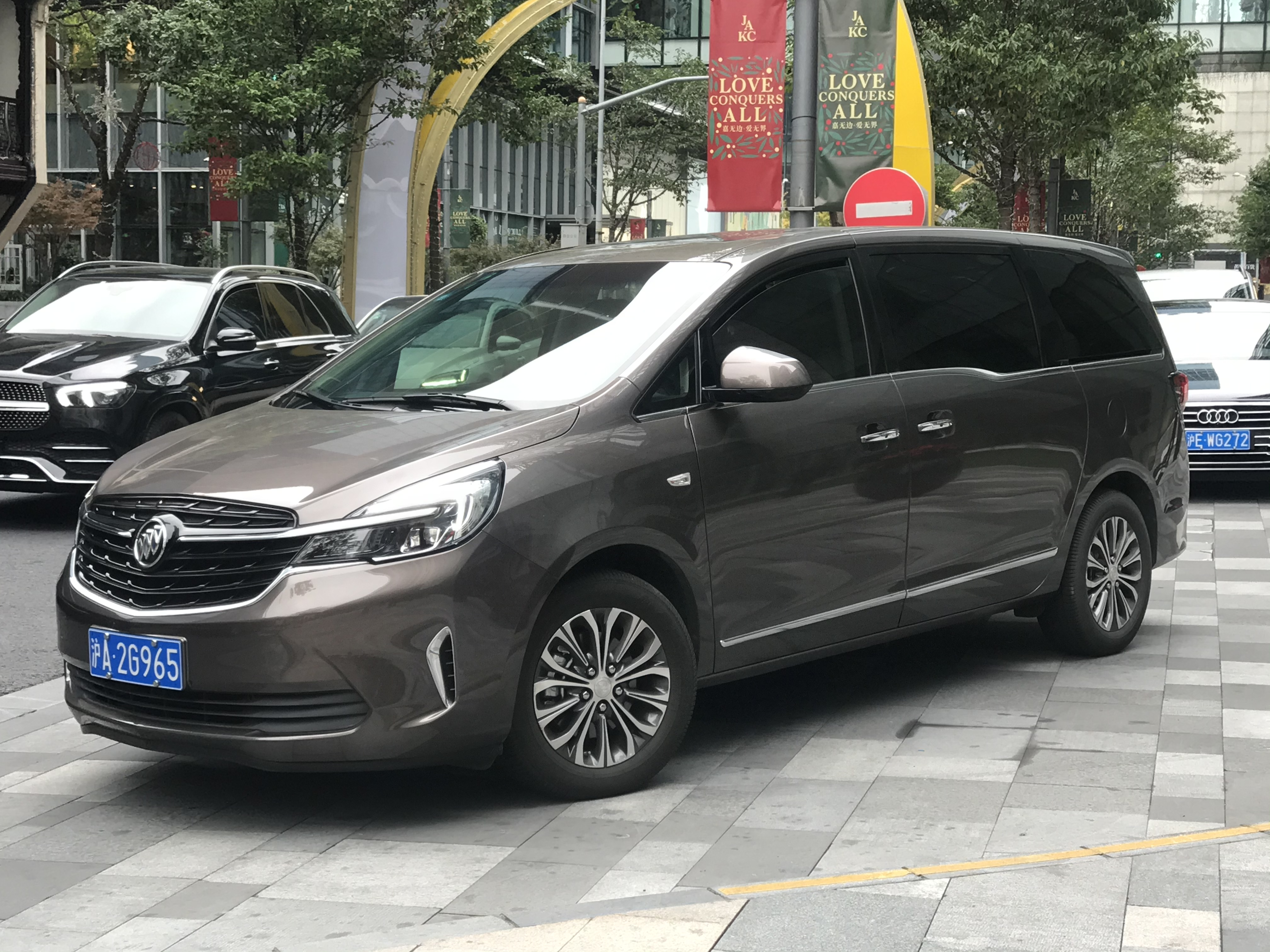
2020-2022
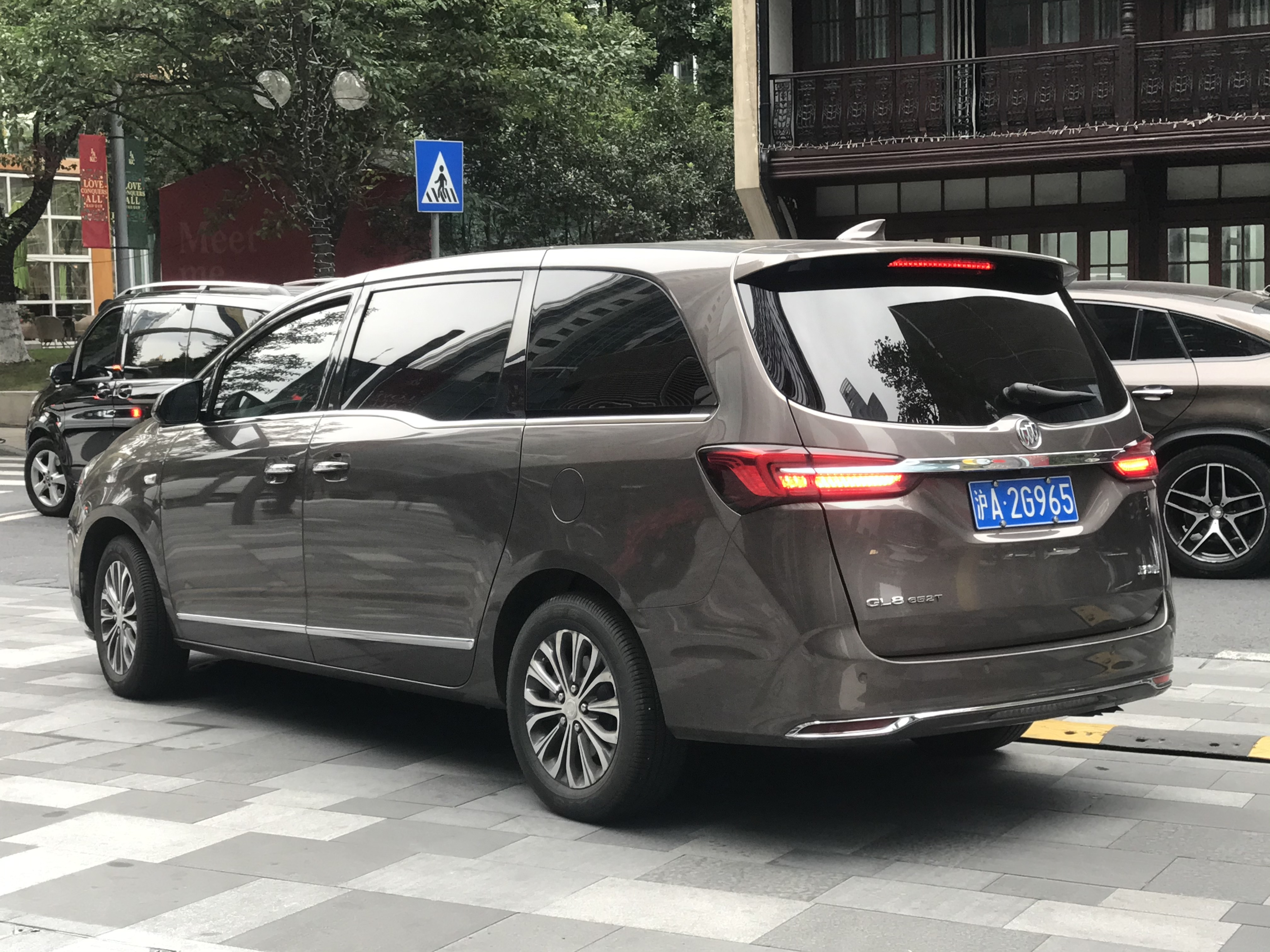
2020-2022

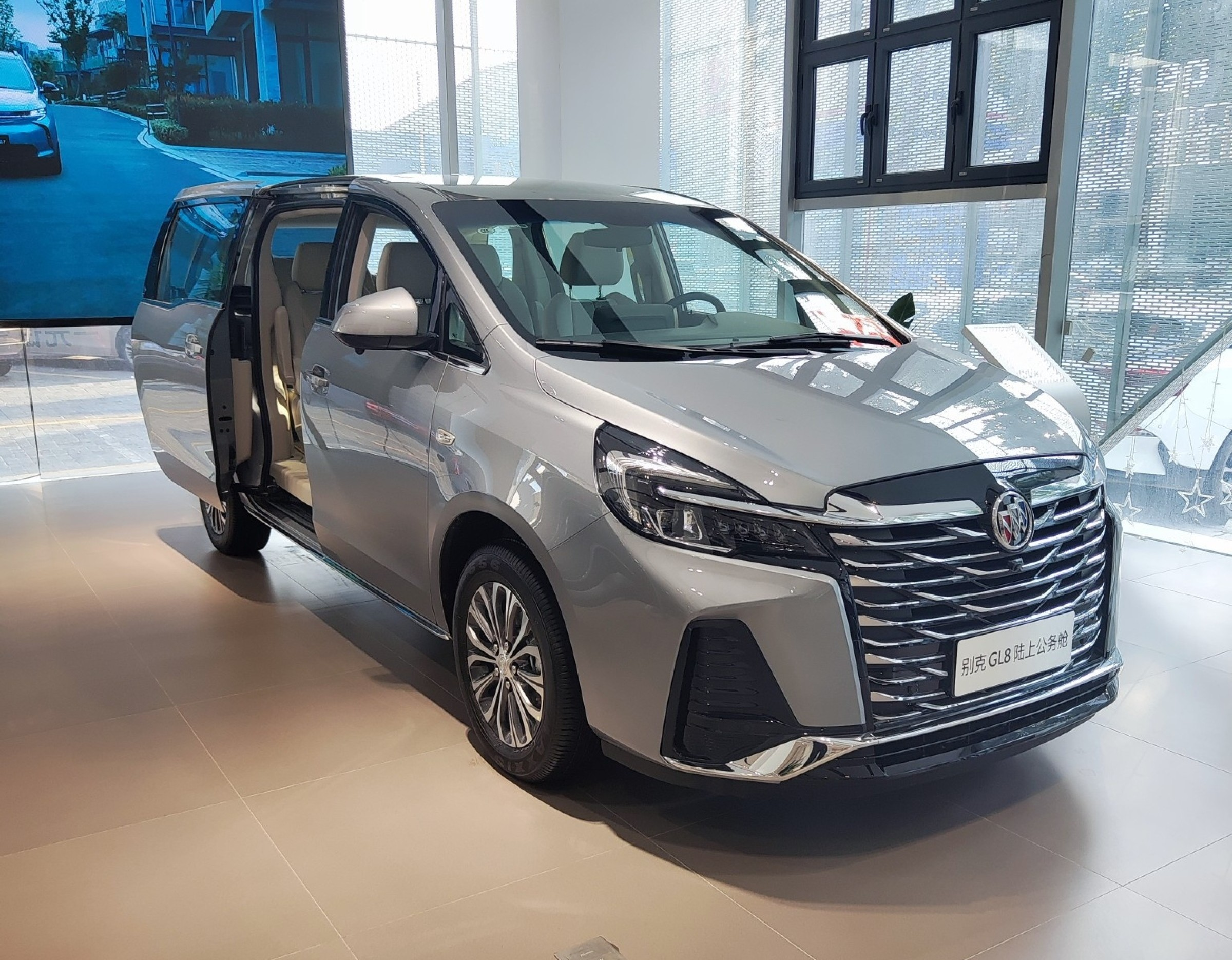
2022-н.в.

Представленное в 2010 году второе поколение получило совершенно новый внешний вид. Хотя было построено на старой платформе минивэна из США десятилетней давности, но подвергшейся серьёзной модернизации по проекту совместного шанхайского инжинирингого центра SAIC Motors и General Motors.
Чтобы отличить новый GL8 от первого поколения, который оставалось в продаже до 2016 года как «First Land» или «Business Edition», второе поколение продавалось как «Luxury Business Edition», в 2017 году прошло небольшой рестайлинг.
Предлагалась в двенадцати комплектациях, цены от 232 900 до 529 900 юаней (от 33 320 до 75 820 долларов США).
Объем продаж в первый год продаж составил 52 127 единиц, и в дальнейшем был относительно стабильным.
Несмотря на выход в 2017 году третьего поколения, второе осталось в продаже.
В мае 2020 года второе поколение прошло рестайлинг, известным как «Land Business Edition».
В 2022 году прошло ещё один рестайлинг — одновременно и в стиле с рестайлингом третьего поколения GL8 ES и запуском четвёртого поколения GL8 Century.

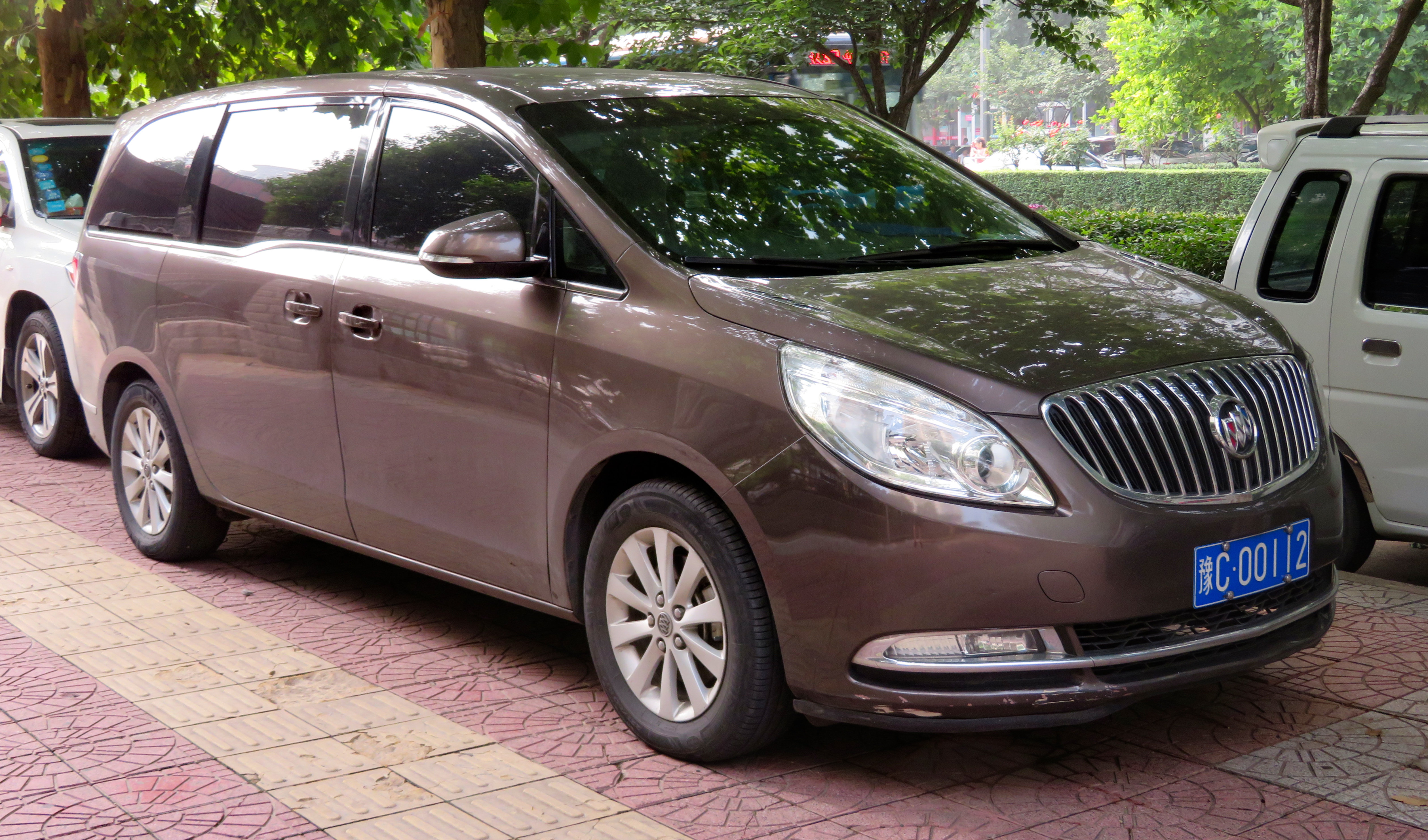
2011–2016
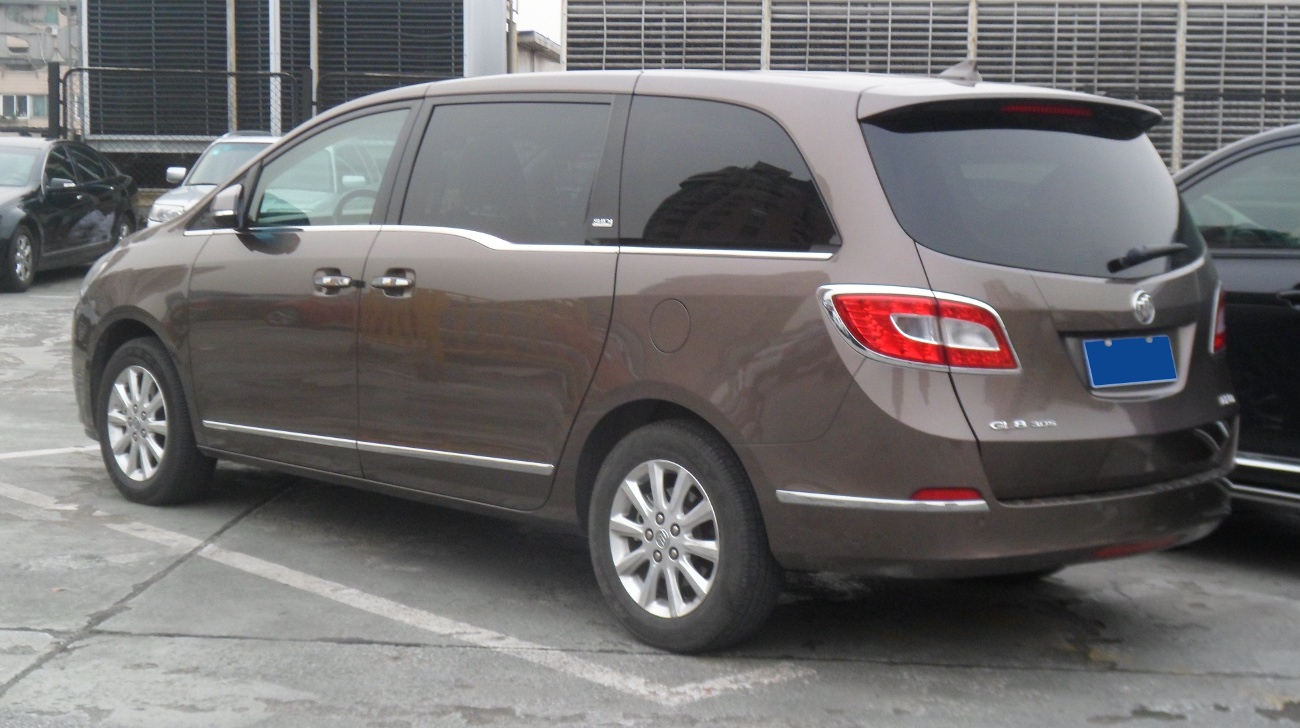
2011–2016

- 2017–2019
- 2017–2019

- 2020-2022
- 2020-2022

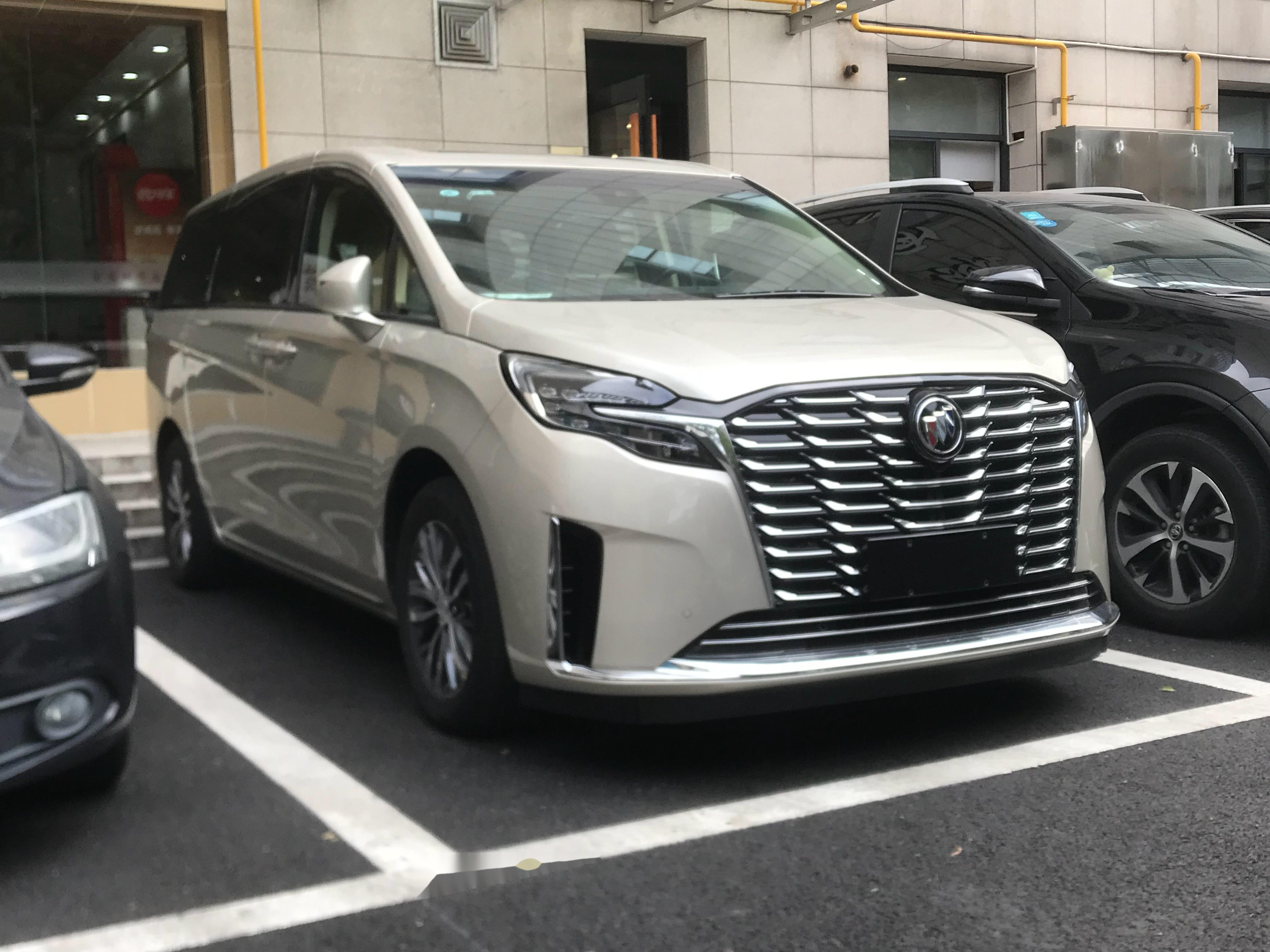
2022-н.в.
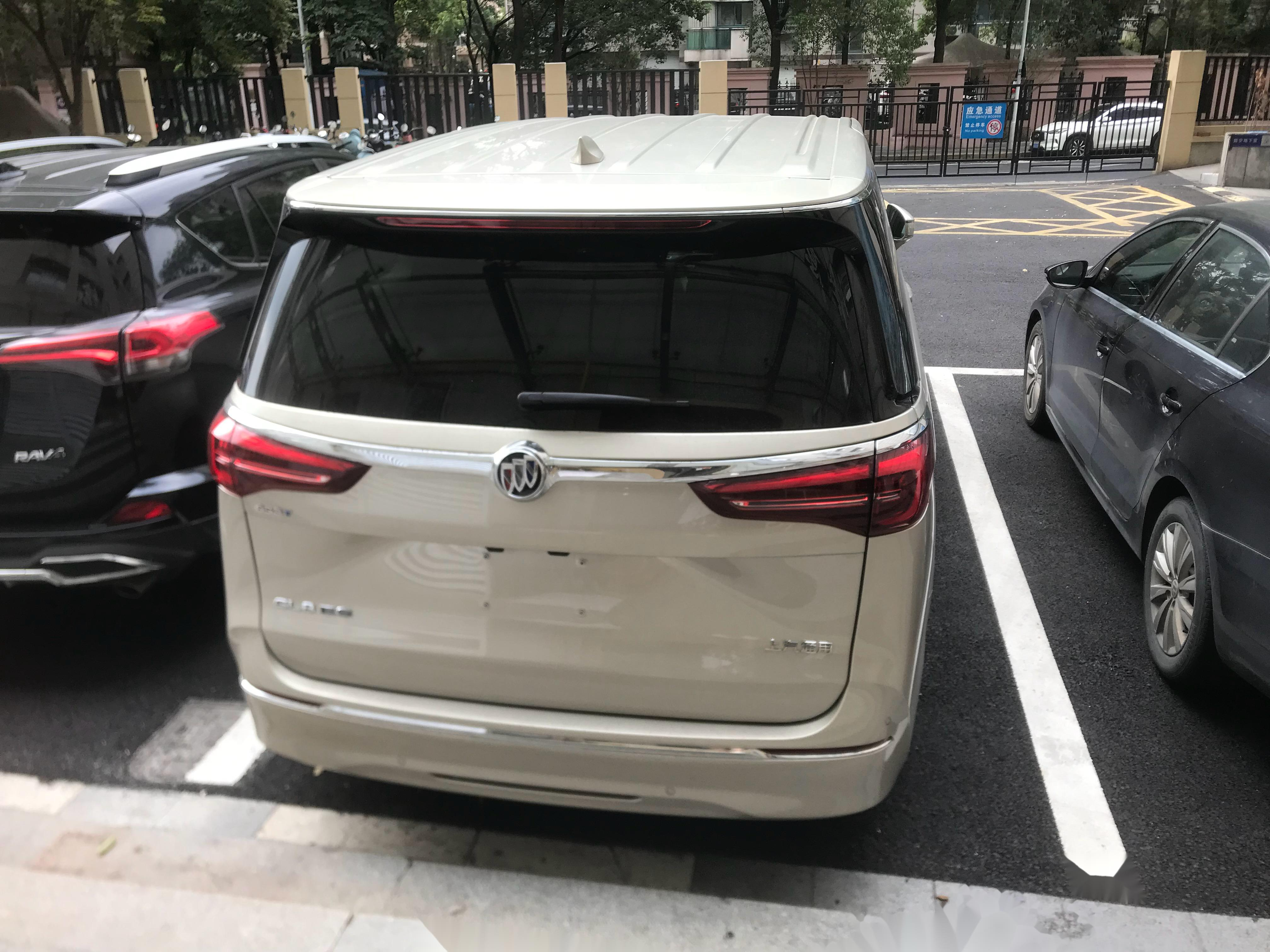
2022 — н.в

## Третье поколение — GL8 ES: 2017 — н.в
В 2017 году запущено третье поколение, получившее название GL8 ES.
Внешне модель характерно отличается от второго поколения линией боковых стёкол — прямой, а не волной.
Основана на обновлённой версии всё той же старой платформы, задняя подвеска вместо торсионной балки стала независимой.
Вместо прежней линейки двигателей остался один — 2,0-литровый рядный четырёхцилиндровый двигатель с турбонаддувом мощностью 253 л. с.
Цена начиналась от 229 000 юаней за базовую версию до 449 000 юаней за роскошную версию Avenir, представленную в 2020 году.
В 2022 году был проведён рестайлинг — одновременно с рестайлингом второго поколения и запуском четвёртого поколения.

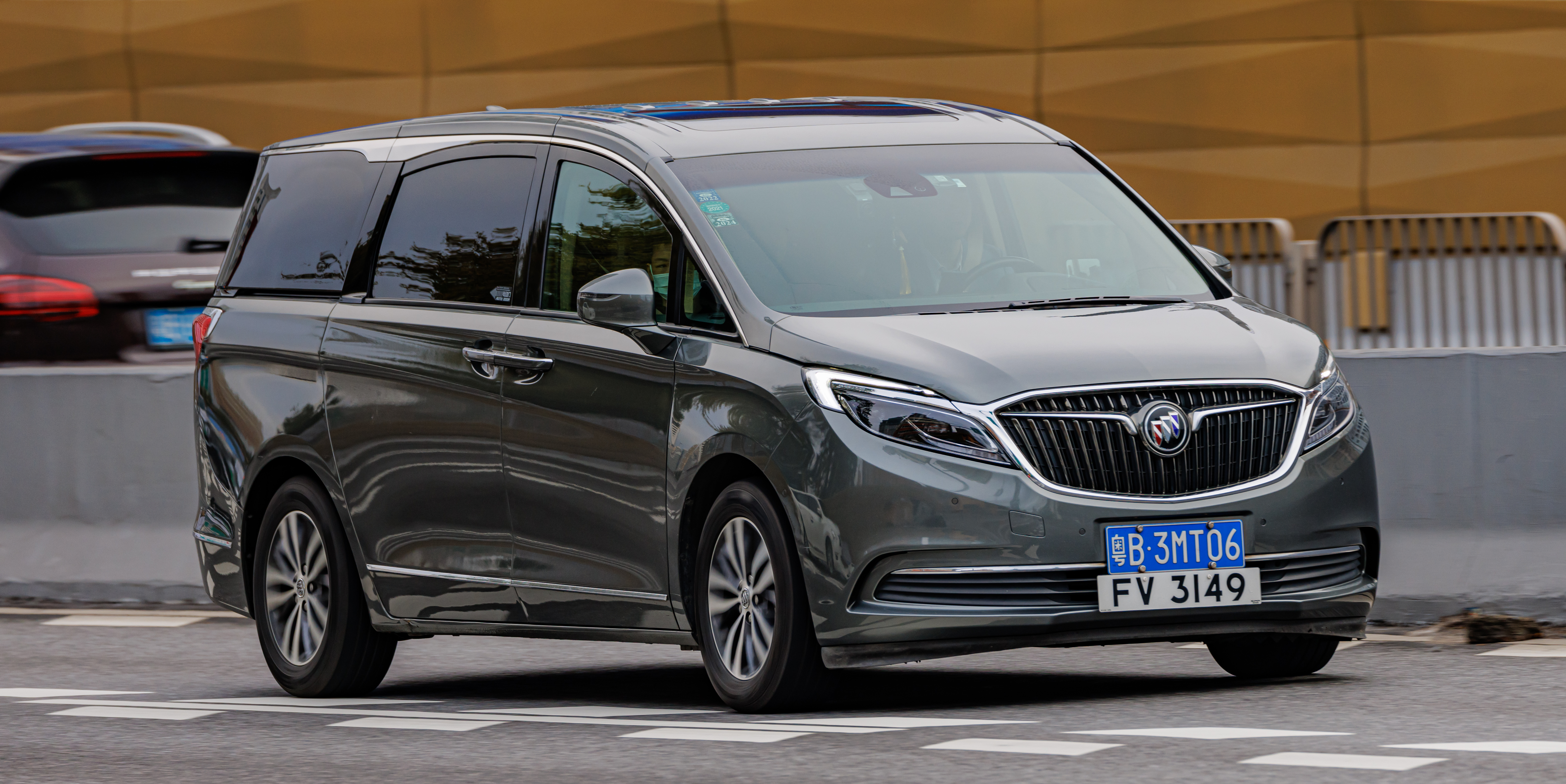
GL8 ES, 2017-2022
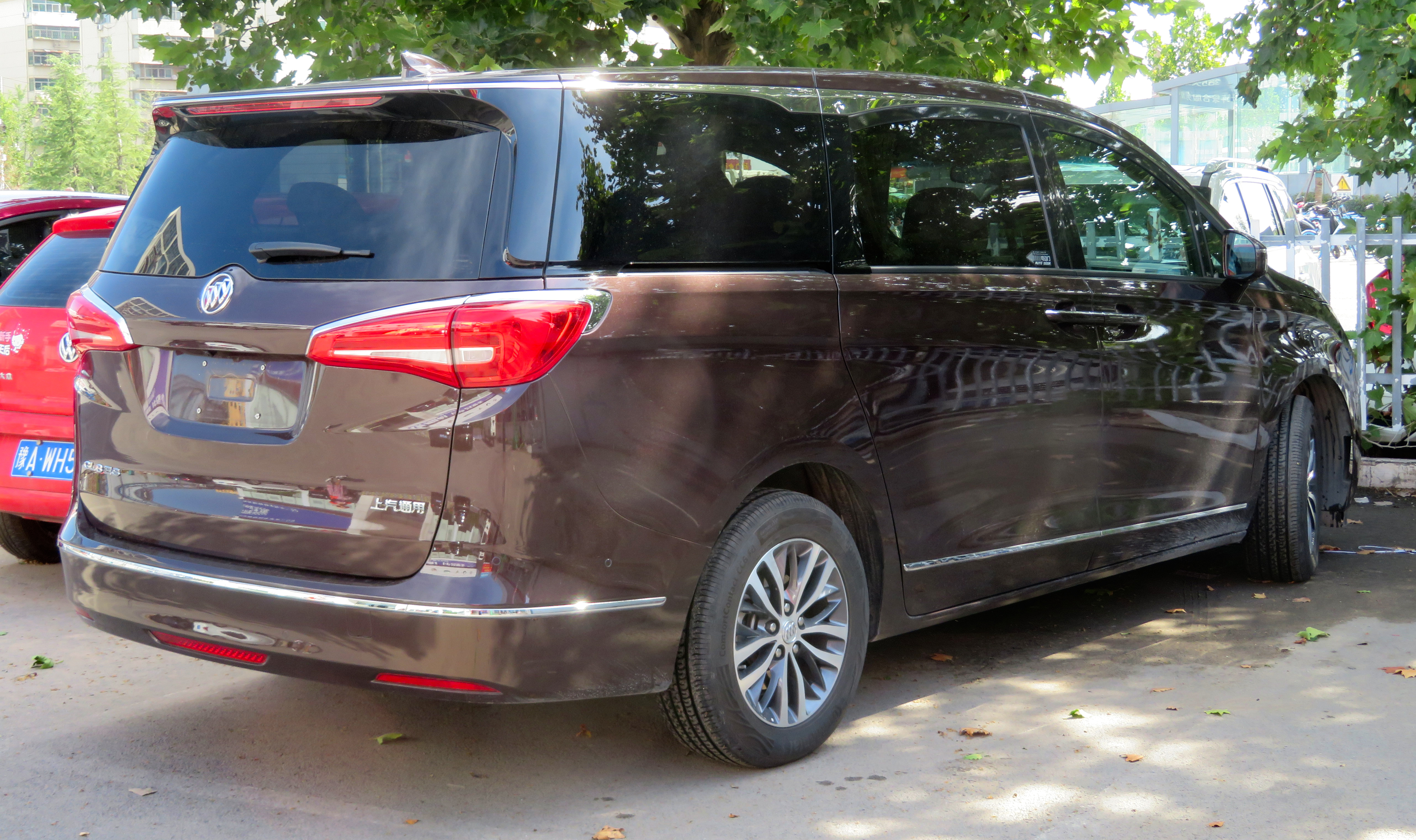
GL8 ES,  2017-2022

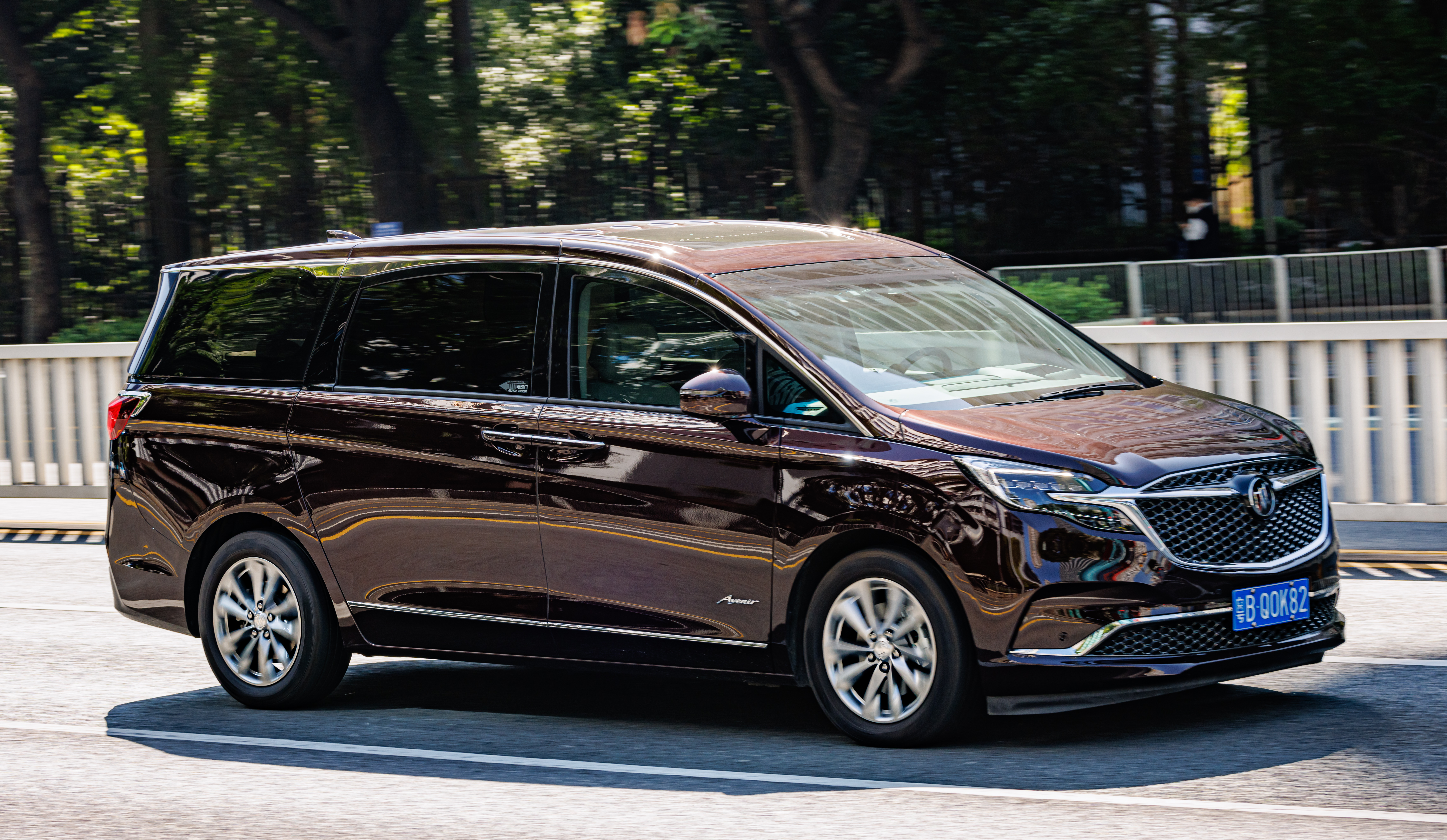
GL8 Avenir, 2020-2022
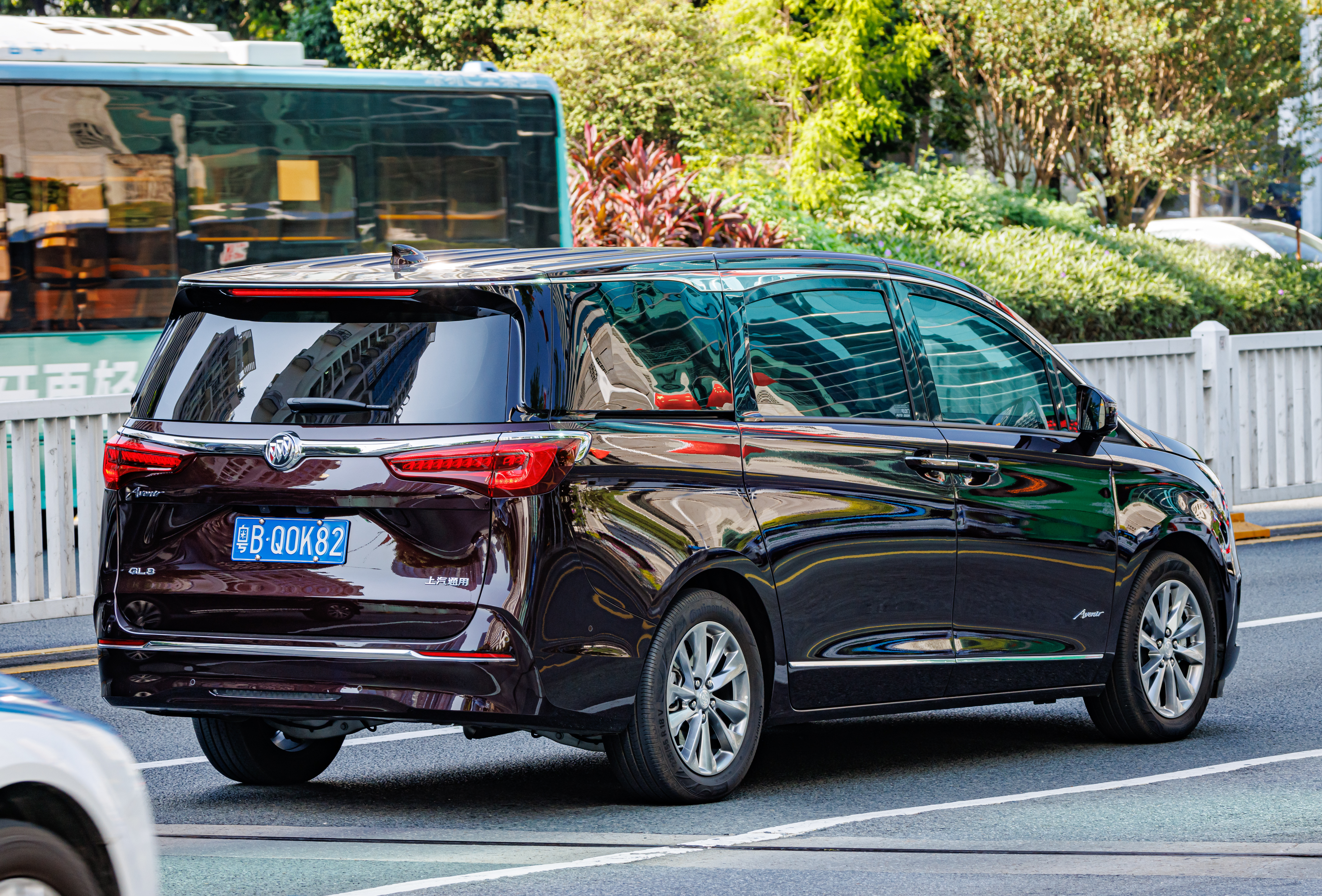
GL8 Avenir, 2020-2022

- 2022 — н.в
- 2022 — н.в

## Четвёртое поколение — GL8 Century: 2022 — н.в
В августе 2022 года представлено четвёртое поколение под названием GL8 Century, при этом второе и третье поколения остались в продаже.

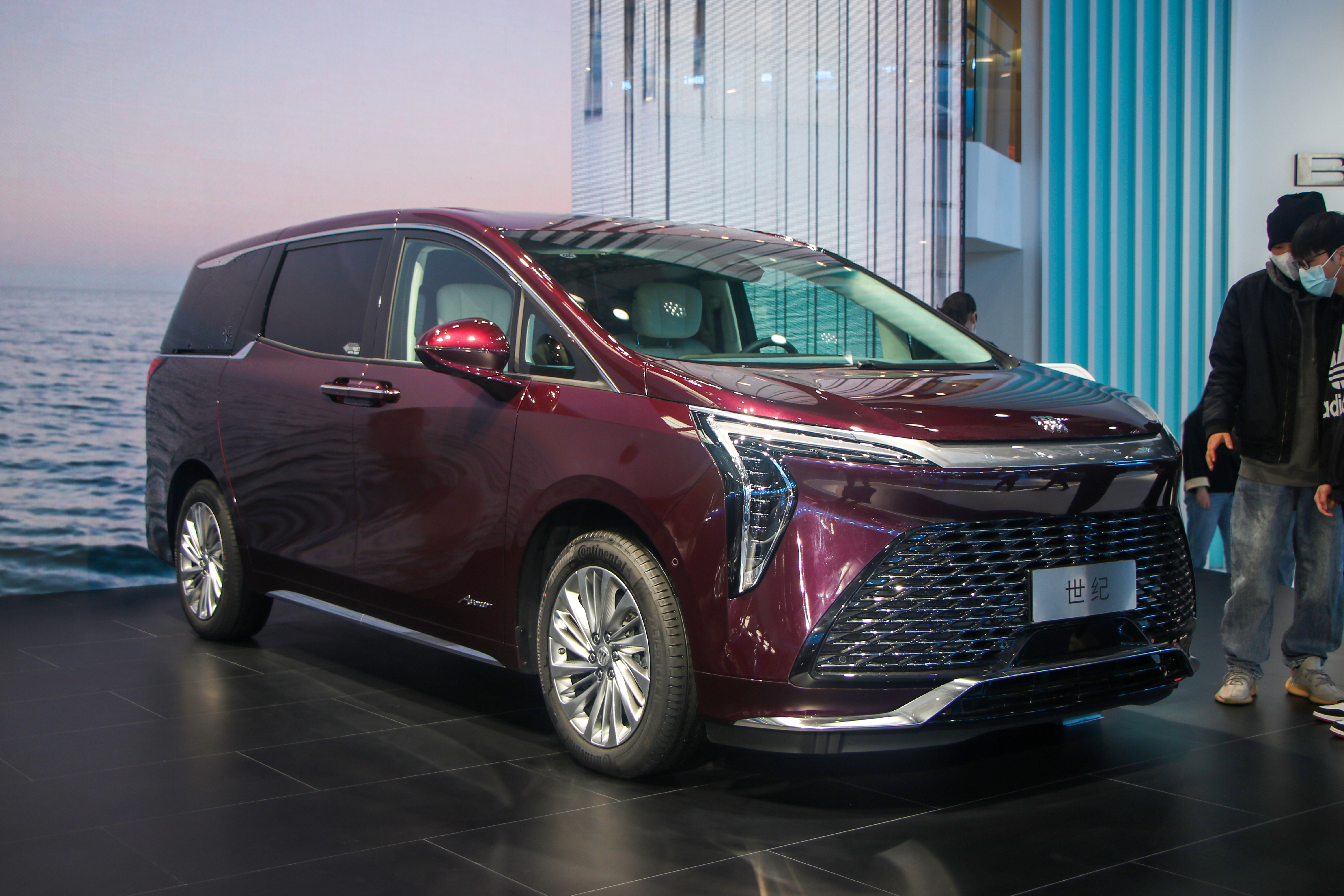
2022-н.в.